# Talladega Springs
Talladega Springs è un comune degli Stati Uniti d'America situato nella contea di Talladega dello Stato dell'Alabama.